# ラブクエスト
『ラブクエスト』は、1995年3月17日に日本で発売されたスーパーファミコン用ゲームソフト。ジャンルはRPG。
企画・開発・販売は、徳間書店インターメディア。当初、1994年1月発売予定のファミコン用ソフトとして完成していたが、ハードの切り替え時期に差し掛かっていたため発売を中止。のちにスーパーファミコンへ移植され、発売に至る。
キャラクター原画は漫画家の弓月光、ゲームシナリオはイワタカヅトが担当した。

## 概要
枠組みは旧来型のオーソドックスなRPGながら現代日本を舞台とし、戦闘を「主人公が女の子を口説いて満足させる」という行為に置き換えた独特なシステムと、ギャグやパロディ、自虐ネタ、下ネタが大量に仕込まれたシュールな世界観と破天荒なシナリオ展開を大きな特徴としている。発売当時、「パロディRPG」という宣伝キャッチでタイトルリリースされた。
『ファミ通』のクロスレビューでも、一部のレビュアーに絶賛されたものの、新品市場でのセールス自体は低調に終わる。ところが、1998年4月に初版が発売された太田出版刊『超クソゲー』や、マイクロマガジン社刊『ゲーム批評』『悪趣味ゲーム紀行』などで、「ゲーム史上に残る怪作」と語られ、一気に脚光を浴びる。

## システム
戦闘では、敵である「女のコたち」を「口説く」という概念が用いられる。ゲーム内では、戦闘を「♥アタック」と呼んでいる。攻撃によって口説かれた敵の女のコは、♥に満たされていくという設定。この戦闘に勝利することにより、経験値とお金を得ることができる。
敵（女のコたち）
外見や年齢、職業も様々な女のコが敵として登場。
繰り出す技も、「爪を噛む」「海が見たいと言う」「化粧をなおす」など多彩。
武器（口（くち））
店では売っておらず、ストーリーの進行に合わせて他人から貰う。
防具（服と靴）
ブティックで購入。
魔法（技）
赤のグループ「ほほえみ」「はにかむ」など：非接触的な攻撃
黄のグループ「さわさわ」「きすきす」など：接触的な攻撃
青のグループ「あやまろ」「どげざざ」など：卑屈な態度を取る事で敵の攻撃力（口数）を下げる
緑のグループ「おだてる」「よいしょ」など：敵をおだてることで敵の防御力（警戒心）を下げる
仲間
仲間になった女のコには戦闘中に「お願い」というコマンドを入力し、主人公に対し「回復」か「守る」をさせることが出来る。（直接戦闘には参加しない）
また、戦闘時以外に「見る」コマンドを入力すると、全身のグラフィックが鑑賞出来る。
「お願い」や「見る」が入力できない仲間も存在する。

## あらすじ
物語の舞台は現代の東京。軟弱で極度のマザコンであるサラリーマンの主人公が、結婚式の真っ最中に忽然と姿を消した婚約者「ゆか」を探すために旅立つのだが…。果たして、ゆかは何故姿を消したのか？

## 登場人物
主人公
名前はプレイヤーが名付けることができる。下北沢の社宅に住んでいる。24歳。
ゆか
主人公の婚約者。結婚式場の横浜の教会から忽然と姿を消す。
はるか
新宿の「よせたんデパート」のデパートガール。25歳。 ※
れいこ
フリーター。渋谷で仲間になる。18歳。 ※
ありさ
今話題のアイドルタレント。原宿にタレントショップがある。
ゆみ
ゆかの妹。表参道の「あほやま大学」に在籍している。
さつき
六本木の「テレビ朝田」のアナウンサー。 ※
えつこ
ナンパ師。 ※
あゆみ
天才女子高生。浅草に住んでいる。 ※
キャシー
豪華客船「クィーン号」の船内で出会う。
※印の女のコは、主人公の仲間になる。
また、上記の主人公以外の女のコは、縦に約2画面分の全身グラフィックがある。

## スタッフ
- 原作：山森尚
- シナリオ：イワタカヅト
- プログラマー：おおかわひろき、かとうみえこ、みとおさむ、さわだたけし、なかがわひろゆき
- キャラクターデザイン：弓月光[5]、まがたたかゆき
- グラフィッカー：かとうともこ、かごたりょうじ、おおたよしひろ、うえのゆうじ、なかむらしょうご
- 音楽：みゃ～んすずき、もりかわこうじ
- 音楽編集：さわかずお
- 音楽プログラム：こやままさよし
- 声：かとうみえこ、さいとうしづこ
- パッケージデザイン：はやしだひろこ
- ディレクター：なかむらふみお
- プロデューサー：山森尚